# Langnasen-Neuguineabeutelmaus

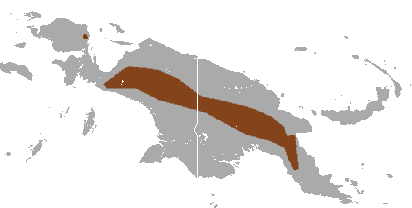
Verbreitungsgebiet der Langnasen-Neuguineabeutelmaus.

Die Langnasen-Neuguineabeutelmaus (Murexia naso, Synonym: Phascomurexia naso) kommt im zentralen Hochland von Neuguinea vor.
Es gibt vier Unterarten:
- Murexia naso naso kommt im Maokegebirge in der Provinz Papua im indonesischen Teil Neuguineas vor.
- Murexia naso meyeri lebt nur in einem kleinen Gebiet im Osten der Vogelkop-Halbinsel.
- Murexia naso misimi kommt im Bismarckgebirge in Papua-Neuguinea vor.
- Murexia naso tafa lebt in einem kleinen Gebiet im Südosten von Neuguinea.

## Merkmale
Die Männchen der Langnasen-Neuguineabeutelmaus haben eine Kopf-Rumpf-Länge von 11,4 bis 14,5 cm, einen 10,5 bis 17,5 cm langen Schwanz und wiegen 42 bis 74 g. Weibchen bleiben mit Kopf-Rumpf-Längen von etwa 10,6 bis 13,4 cm, Schwanzlängen von 11,4 bis 16,4 cm und einem Gewicht von 29 bis 48,5 g deutlich kleiner. Die Tiere ähneln der Schwarzschwanz-Neuguineabeutelmaus (Murexia melanurus) haben aber einen weniger behaarten Schwanz dessen Spitze in den meisten Fällen weiß ist.

## Lebensraum und Lebensweise
Die Langnasen-Neuguineabeutelmaus lebt in Regenwäldern, Bergwäldern, Nebelwäldern und Pandanusgebüschen in Höhen von 1400 bis 2800 Metern über dem Meeresspiegel und ernährt sich vor allem von Wirbellosen. Von Kotproben, die von Wissenschaftlern untersucht wurden, enthielten 85 % die Überreste von Käfern, Grillen und Heuschrecken, Spinnen hatten einen Anteil von 74 % und Schnabelkerfe waren bei 41 % der Proben dabei. Schaben hatten einen Anteil von 41 % und Würmer, Fliegen, Motten und Schmetterlinge wurden in weniger als 20 % der Kotproben gefunden. In Fallen gefangene Langnasen-Neuguineabeutelmäuse ließen sich auch von Süßkartoffeln anlocken. Sie sind wahrscheinlich teilweise baumbewohnend (arboreal), dämmerungsaktiv und bauen zum Ruhen aus Blättern bestehende Nester im Erdboden.

## Fortpflanzung
Die Tiere pflanzen sich wahrscheinlich während des ganzen Jahres fort. Weibchen bekommen vier Jungtiere, was der Zahl ihrer Zitzen entspricht. Die Trächtigkeitsdauer liegt bei etwa 22 Tagen. Die Jungtiere verlassen den Beutel, wenn sie 7 bis 10 g wiegen, und werden gesäugt, bis sie 15 bis 20 g schwer sind. Danach bleiben sie noch für einige Monate beim Weibchen. Männchen werden im Alter von 8 Monaten geschlechtsreif, Weibchen sind dann etwa 12 Monate alt.

## Gefährdung
Die IUCN stuft die Langnasen-Neuguineabeutelmaus als nicht gefährdet (least concern) ein. Sie ist weit verbreitet und in ihrem Lebensraum gibt es mehrere Schutzgebiete.